# デジタルハリウッド大学
デジタルハリウッド大学（デジタルハリウッドだいがく、英語: Digital Hollywood University）は、東京都千代田区神田駿河台4-6（御茶ノ水ソラシティアカデミア）他に本部を置く日本の株式会社立大学。1994年創立、2005年大学設置。大学の略称はデジハリ大、DHU、dhu。
構造改革特区により設置された株式会社立大学であり、2005年度より開設。設置者はデジタルハリウッド株式会社。学長は杉山知之。

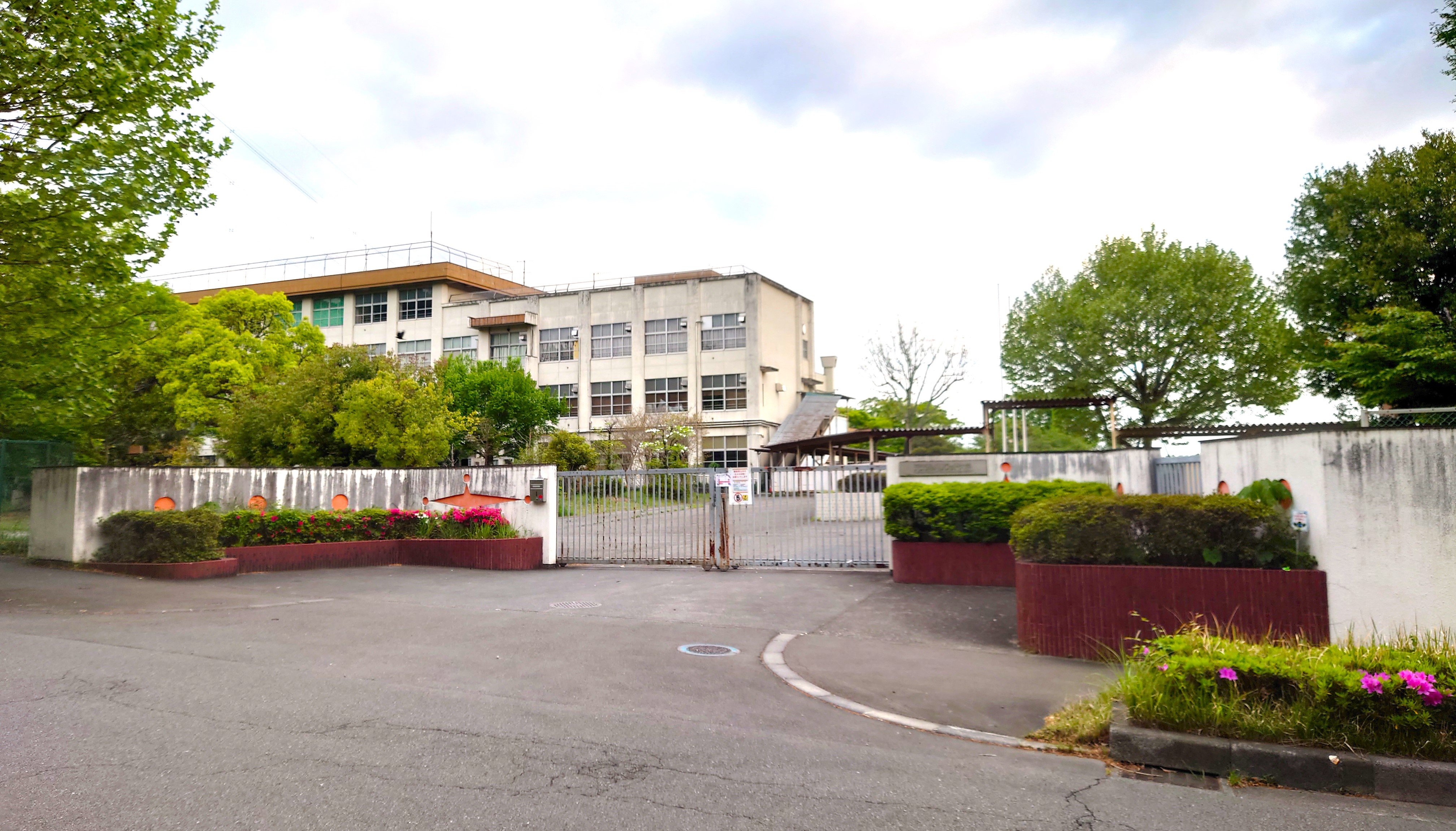
八王子キャンパス

## 概要
学長の杉山知之が掲げる「バカにされよう。世界を変えよう。」というスローガンのもと、既知の概念を脱却し、情報クリエイターとして常に新しいものを創造することを掲げた4年制の単科大学である。専門研究はデジタルコミュケーション（杉山知之学長発案）であり、情報科学を中心とした近代科学と技術工学を融合した新たな分野を展開している。その上で、学部生は映像、CG、Web、アニメ、グラフィックデザイン、ITプログラミングなどのデジタルコンテンツの制作技術を学ぶことができるとしている。
開校当初、入学式は海外で行われていたが、近年の不況による親への配慮から、現在では国内において入学式が行われている。
杉山知之学長は、「現役ミュージシャンから学者志望まで学生の幅が広く、かつ自由な雰囲気の中で学ぶことができる本校は他大学に無い魅力を兼ね備えている。自分の個性を最大限にのばす事が本校ではできる。」と自負している。

## 沿革
デジタルハリウッド株式会社ホームページ「会社概要」、デジタルハリウッド大学ホームページ「大学情報」の「大学概要と組織図」に基づく（2022年2月19日確認）
- 1994年 - デジタルハリウッド株式会社設立。デジタルハリウッドTHE MULTIMEDIA SCHOOL開校
- 2004年 - デジタルハリウッド大学院大学（デジタルコンテンツ研究科デジタルコンテンツ専攻専門職学位課程）設立認可
- 2005年 - 学部（デジタルコミュニケーション学部デジタルコンテンツ学科）を設置しデジタルハリウッド大学に改称。
  - 新キャンパスとして八王子市松が谷に八王子キャンパスを設置し、大規模CGシステムの研究拠点として活用されている。
- 2009年3月25日 - 第1期生の卒業式が行われ，初の卒業生を世に送り出した。卒業生は年々増え続け、現在[いつ?]ではフリーランスクリエイターや政治家など、本学の特徴である創造性の探究を鑑み、社会に様々な形で直接提案する者が多い。
- 2013年4月 - メインキャンパスを秋葉原ダイビルから御茶ノ水ソラシティアカデミアへ移転し駿河台キャンパスと命名。

## 学部
- デジタルコミュニケーション学部
  - デジタルコンテンツ学科
    - 3DCG・VFX（主に目指せる、CGクリエイター）
    - ゲーム・プログラミング（主に目指せる、ゲームクリエイター、プログラマー）
    - 映像・映画（主に目指せる、映像クリエイター、映画監督、動画編集）
    - グラフィックデザイン（主に目指せる、グラフィックデザイナー）
    - アニメ（主に目指せる、アニメーター）
    - Webデザイン・Web開発（主に目指せる、Webデザイナー）
    - VR/AR・メディアアート（主に目指せる、メディアアーティスト）
    - 広告・起業・アントレプレナーシップ（主に目指せる、アントレプレナー、クリエイティブ、クリエイティブディレクター）
    - 共通授業科目（教養・英語）

## 大学院
- デジタルコンテンツ研究科（専門職大学院）
  - デジタルコンテンツ専攻 - 修了者には、「デジタルコンテンツマネジメント修士（専門職）」の学位（専門職学位）が授与される。

## サークル
- 1 frame
- aLiaZ
- AniWay
- DHU模型倶楽部
- DPC
- e-sports格闘ゲームサークル
- idees(イディー)
- Left_HAND
- Mont Blanc Entertainment
- PAssD0wN
- TED.
- デジハリ文芸サークル
- ミリタリー研究会
- 映像演劇制作 あまいろ
- 秋葉原文化研究会(ACSA)
- 学生団体HAT.
- DADS
- Cre-R
- バーチャルライフ

## 主な出身者
- 大河内卓哉
- 古新舜 （映画監督、脚本家）
- 島山ノブヨシ（お笑い芸人）
- 中谷一馬（政治家）
- 福原慶匡（アニメプロデューサー、音楽プロデューサー、実業家）
- 石井洋介（医師、起業家、クリエイター）
- 高原直人
- えっちゃん（YouTuberボンボンTVメインMC）
- 加茂フミヨシ（ギタリスト）
- 田中あゆみ

## 出演番組
- 日経スペシャル ガイアの夜明け 規制のカベを突き破れ 〜検証! 構造改革特区〜（2004年7月27日、テレビ東京）[2]。- 構造改革特区によってスタートさせた、日本で初めての「株式会社立大学院」を取材。